# 2017年のバスケットボール
< 2017年 | 2017年のスポーツ
2017年のバスケットボールでは、2017年のバスケットボール関連の出来事をまとめる。
2016年のバスケットボール - 2017年のバスケットボール - 2018年のバスケットボール

## できごと

### 1月
- 8日 - 皇后杯全日本総合選手権決勝でJX-ENEOSが富士通レッドウェーブに91-67で勝ち4年連続21回目の優勝[1]。
- 9日 - 天皇杯全日本総合選手権決勝で千葉ジェッツが川崎ブレイブサンダースに88-66で初優勝。旧Bjリーグに加盟していたチームの優勝も初[2]。

### 5月
- 27日 - B.LEAGUEの年間チャンピオンを決定する「B.LEAGUE FINAL 2016-17」が開催され、栃木ブレックスが川崎ブレイブサンダースを、85-79で破って初代リーグ王者に輝いた[3]。

### 10月
- 10月10日 - 楽天がNBAの日本国内での独占的な放映・配信などの契約を5年2億2500万ドルで締結したと発表。2017-18シーズンより同社のサービス『Rakuten TV』で配信を開始した[4]。

## 国内大会

### その他日本国内
- 第92回天皇杯・第83回皇后杯全日本総合選手権（1月2日〜9日・国立代々木競技場）
  - 男子
    - 決勝：千葉ジェッツ 88 - 66 川崎ブレイブサンダース
      - 千葉ジェッツは初優勝。

  - 女子
    - 決勝：JX-ENEOSサンフラワーズ 83 - 44 富士通レッドウェーブ
      - JX-ENEOSは4年連続21回目の優勝（共同石油、ジャパンエナジー、JOMO時代を含む）。
- 第70回全国高等学校バスケットボール選手権大会（12月23日～29日・東京都渋谷区・東京体育館）
  - 男子決勝： 明成（高校総体準優勝・宮城） 79 - 72福岡大大濠（高校総体優勝・福岡）
    - 2年ぶり5回目

  - 女子決勝： 大阪桐蔭（大阪） 86 - 84（第2延長）　安城学園（愛知）
    - 初優勝

## 日本以外
- 2017年のNBAファイナル（英語版）
  - ゴールデンステート・ウォリアーズ 4 - 1 クリーブランド・キャバリアーズ
    - ゴールデンステート・ウォリアーズは2年連続5回目の初優勝
- 2017年のWNBAファイナル（英語版）
  - ミネソタ・リンクス 3 - 2 ロサンゼルス・スパークス
    - ミネソタ・リンクスは2年ぶり4回目の優勝